# Wijken en buurten in Zuidplas
De Nederlandse gemeente Zuidplas is voor statistische doeleinden onderverdeeld in wijken en buurten.

## Wijk- en buurtindeling gemeente Zuidplas
De gemeente omvat plaatsen die volgens het Kadaster ingedeeld zijn in de volgende wijken en buurten:
- Moerkapelle wijk 01
  - Bedrijventerrein Moerkapelle
  - Jonge Veenen
  - Kern Moerkapelle
  - Moerkapelle kassengebied
  - Moerkapelle-Oost
  - Moerkapelle-West
  - Verspreide bebouwing Moerkapelle
  - Wilde Veenen
- Zevenhuizen wijk 02
  - Bedrijventerrein Zevenhuizen
  - Kern Zevenhuizen
  - Oud Verlaat
  - Recreatiepark De Bonk
  - Recreatiepark De Korenmolen
  - Swanla
  - Verspreide bebouwing Eendragtspolder
  - Verspreide bebouwing Tweemanspolder
  - Verspreide bebouwing Zuidplaspolder Zevenhuizen
  - Zevenhuizen Bloemenbuurt
  - Zevenhuizen-West 1
  - Zevenhuizen-West 2
  - Zevenhuizen-Zuid
  - Zevenhuizerplas
- Moordrecht wijk 03
  - Ambonwijk
  - Bedrijventerrein 't Ambacht
  - Bedrijventerrein Gouwepark
  - Dorp Noord
  - Kern Moordrecht
  - Moordrecht Bloemenbuurt
  - Recreatiepark Oosteinde
  - Staatsliedenbuurt/Vijfakkers
  - Uiterwaard
  - Verspreide bebouwing Moordrecht
  - Vijfakkers-Noord
  - Westeinde
- Nieuwerkerk aan den IJssel wijk 04
  - Bedrijventerrein De Hooge Veenen
  - Bomenbuurt
  - Dorrestein-Noord
  - Dorrestein-Zuid
  - Esse Hoog
  - Esse Laag
  - Esse Zoom Laag
  - Kern Nieuwerkerk aan den IJssel
  - Kleinpolder
  - Kortenoord
  - Parkzoom
  - Klein Hitland
  - Verspreide bebouwing Achter Esse
  - Verspreide bebouwing Essepolder
  - Verspreide bebouwing Zuidplaspolder Nieuwerkerk aan den IJssel
  - Zuidplas Dalen
  - Zuidplas Kruiden
  - Zuidplas Mossen
  - Zuidplas Velden

## Buurtschappen in de gemeente Zuidplas
De gemeente Zuidplas omvat tevens diverse buurtschappen die geen officiële woonplaatsstatus hebben, maar administratief zijn ingedeeld bij bestaande buurten binnen de wijken en kernen van de gemeente. Hieronder volgt een overzicht per wijk:
- Moerkapelle:
  - Donderdam (westelijk deel) – gelegen in de buurt Wilde Veenen (oostelijk deel ligt in de gemeente Waddinxveen)
  - Hollevoeterbrug – toegewezen aan de buurten Moerkapelle-West én Wilde Veenen
- Zevenhuizen:
  - Kikkershoek – onderdeel van de buurt Oud Verlaat (echter, historisch in de buitenbuurt van Moordrecht)
  - Oud Verlaat – vormt een zelfstandige buurt binnen Zevenhuizen (buurt Oud Verlaat)
  - de Vijfhuizen – ingedeeld bij de buurten Verspreide bebouwing Eendragtspolder én Verspreide bebouwing Zuidplaspolder Zevenhuizen
- Moordrecht:
  - Eerste Tocht – lintbebouwing gelegen in het zuidelijk buitengebied van de buurt Verspreide bebouwing Moordrecht
  - 's-Gravenweg (oostelijk deel) – ingedeeld bij buurt Verspreide bebouwing Moordrecht
- Nieuwerkerk aan den IJssel:
  - 's-Gravenweg (westelijk deel) - behorend tot de buurt Verspreide bebouwing Essepolder
  - Groot Hitland – verdeeld over de buurten Verspreide bebouwing Zuidplaspolder Nieuwerkerk én Klein Hitland
  - Klein Hitland - vormt een aparte buurt binnen Nieuwerkerk aan den IJssel (buurt Klein Hitland)
  - Kortenoord – vormt een zelfstandige buurt binnen Nieuwerkerk aan den IJssel (buurt Kortenoord)

## Indeling Nieuwerkerk a/d IJssel
Een statistische wijk kan bestaan uit meerdere buurten. Onderstaande tabel geeft de buurtindeling met kentallen volgens het Centraal Bureau voor de Statistiek (2008):
| CBS-buurtcode | Buurtnaam                     | Inwonertal | Opp. totaal (ha) | Opp. land (ha) | Ligging                |
| ------------- | ----------------------------- | ---------- | ---------------- | -------------- | ---------------------- |
| BU05670001    | Oude Dorp                     | 270        | 8                | 8              | Locatie in de gemeente |
| BU05670002    | Dorrestein                    | 5240       | 96               | 96             | Locatie in de gemeente |
| BU05670003    | Zuidplaspolder                | 8180       | 114              | 110            | Locatie in de gemeente |
| BU05670004    | Klein Polder                  | 1000       | 18               | 17             | Locatie in de gemeente |
| BU05670005    | Kleine Vinke                  | 50         | 55               | 55             | Locatie in de gemeente |
| BU05670006    | Esse Hoog                     | 1790       | 27               | 25             | Locatie in de gemeente |
| BU05670007    | Esse Laag                     | 2390       | 36               | 36             | Locatie in de gemeente |
| BU05670008    | Parkzoom                      | 930        | 16               | 14             | Locatie in de gemeente |
| BU05670009    | Verspreide huizen Nieuwerkerk | 1880       | 1477             | 1369           | Locatie in de gemeente |

1. ↑  Gemeente Zuidplas - website Kadastralekaart.com
2. ↑  Alle wijken, buurten en woonplaatsen in de gemeente Zuidplas - website Allecijfers.nl